# Bothriocline sengensis
Bothriocline sengensis là một loài thực vật có hoa trong họ Cúc. Loài này được (S.Moore) Wech. mô tả khoa học đầu tiên năm 1981.